# Arginine (trang dữ liệu)
| ATC: không xác định | CAS: 157-06-2 (D), 74-79-3 (L) | DrugBank: không xác định | EINECS: 205-866-5 (D) a, 200-811-1 (L) a | PubChem: 71070 (D) a, 6322 (L) a |

|  |  |
|  |  |

| UV-Vis | IR | NMR | MS |

|  |  |
|  |  |

| UV-Vis | IR | NMR | MS |

| Tính chất pha | Tính chất thể rắn ρsolid: 1.1 g.cm−3 Tm: 244 °C | Tính chất thể lỏng | Tính chất thể khí |

| MSDS không xác định | Các nguy hiểm chính:- không xác định | NFPA 704 | Điểm bắt lửa- không xác định | Số RTECS: không xác định |

| XLogP: -3.878 | pI: 10.76 | pKa: 2.03; 9.00; 12.10 | Tautome: 2 | Liên kết hydro: cho - 4; nhận - 6 |

- Ngoại trừ việc được trích dẫn ở đâu đó khác, dữ liệu liên quan tới Nhiệt độ và áp suất tiêu chuẩn.
- Ghi nhận chung Tính xác thực của dữ liệu.